# Pál Almásy

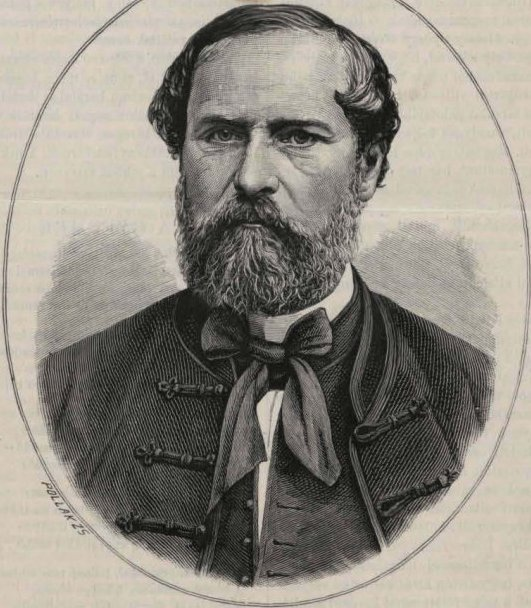
Pál Almásy, 1882

Pál Graf Almásy von Zsadány und Törökszentmiklós (* 18. Januar 1818 in Gyöngyös; † 1. November 1882 in Budapest) war ein ungarischer Großgrundbesitzer, Politiker und Präsident des Abgeordnetenhauses.

## Leben
Almásy entstammte einer bedeutenden ungarischen Adelsfamilie und studierte Jura in Eger. Von 1836 bis 1838 war er Vizenotar des Komitats Heves és Külső-Szolnok und legte im Anschluss seine Advokatenprüfung ab. Auf dem Landtag 1843/44 war er Gesandter seines Komitats und von 1845 bis 1847 dessen Vizegespan. 1848 wurde er Gesandter der Stadt Gyöngyös auf dem Landtag und im Folgejahr Präsident des Abgeordnetenhauses. In dieser Position verkündete er während der Ungarischen Revolution am 18. April 1849 die vom Landtag beschlossene Absetzung des Hauses Habsburg als ungarische Könige. Nach der Niederschlagung der Revolution versteckte sich Almásy eine Zeit lang und emigrierte schließlich. Er lebte fortan in Genf, Paris und Brüssel und wurde in der Heimat in Abwesenheit zum Tode verurteilt. Erst nach seiner Begnadigung 1858 kehrte Almásy nach Ungarn zurück, wo er wegen der Planung antihabsburgischer Aufstände in Vorbereitung eines bewaffneten Aufstands 1865 zu 20 Jahren Festungshaft verurteilt wurde. Nach einem Jahr Gefangenschaft in Olmütz kam er durch eine Amnestie wieder frei und lebte nach dem Ausgleich zurückgezogen auf seinem Gut.